# Maugsch Gyula
Maugsch Gyula József (Besztercebánya, 1882. június 1. – Ausztria, 1946, vagy Yorkshire, 1973) magyar szobrászművész.

## Pályafutása
Maugsch Nándor (Ferdinánd) gyári munkás és Pold Rozália fiaként született. Középiskoláinak elvégzése után a berlini Képzőművészeti Főiskolára került, ahol első mesterei Otto Geyer, August Gaul és Reinhold Begas voltak. Tizenkét évi németországi tartózkodása alatt, mint állatszobrász képezte ki magát. Ezután Székesfehérváron mintázni tanított. Itt kötött házasságot 1912. augusztus 3-án Réthy Lujza okleveles tanítónővel. 1909-től Budapesten működött. Első ízben 1913-ban szerepelt a Műcsarnok kiállításán, melynek ezután állandó kiállítója volt. 1918 júniusában hadi-szobrászként az olasz fronton számos háborús jelenetet megörökítő szobrot mintázott meg, ezek legnagyobb része megsemmisült. Háborús fotóit is közölték napilapok. Mint szobrász, figurális kompozíciókat és portrékat is készített, de neve állatszobrászként vált közismertté. Művei túlnyomórészt a Magyar Mezőgazdasági Múzeumban és a Magyar Nemzeti Galériában vannak.
Díjai: a Ráth György-díjat „Szomjas elefántok“ című szobrával, a Jankó János kisplasztikai díjat „Szent László“ című szobrával nyerte, a Hadiemlékek Egyesülete hősi emlékkiállításán „Megsebzett oroszlán“ című szobra a II. díjat kapta.
Nevezetesebb szobrai: a berlini Collegium Hungaricum márvány „Jegesmedve“ szobra, a Széchényi-fürdő bejáratának két figurális szobra, az Állatkert főbejáratának elefántszobrai, az Országos Társadalombiztosító Intézet három homlokzati reliefje és Szamosközy István történetíró emléktáblája Szegeden. Ugyancsak ő mintázta a Honvédelmi Minisztérium lovasdíjait is. Köztéri emberábrázolásai, szobrai (Margó Edével közösen alkotott Nagyatádi Szabó István síremléke Csokonyavisontán, 1937.) és a tapolcai I. világháborús hősi emlékmű, (2001-ben újra felállították) és szoborportréi is nevesek: Jókai Mór büsztje, Kazinczy Gábor sárospataki mellszobra, Kazinczy Ferenc (Ferenczy szobrának másolata), Senn Ottó (1879–1954) mellszobra, Szamosközy István portrészobra Szegeden. Kisplasztikái között több érzékeny női akt található, melyeket változatos anyagokból utángyártottak is (pl. Herenden). Ilyen a „Fürdés után”, de a vívók számára készített Hóman Bálint-vándordíj is, mely egy kardot fogó női akt. A „Laci fiam” (Cserkész-szobor) és „Ősmagyar nyilazó” kisplasztikája, Lord Rothermere és Prohászka Ottokár portréplakettjei, valamint a Hungária Nemzeti Neptun Evezős Egyesület érme.
Portréi közül említendők Ottó királyfi és Prohászka Ottokár püspök mellszobra. A főváros tulajdonában van „Mackó úrfi“ című kútszobra. Tagja volt a Képzőművészek Egyesületének és a Fészek Klubnak.